# La Maxe
La Maxe là một xã trong vùng Grand Est, thuộc tỉnh Moselle, quận Metz-Campagne, tổng Woippy. Tọa độ địa lý của xã là 49° 10' vĩ độ bắc, 06° 11' kinh độ đông. La Maxe nằm trên độ cao trung bình là 162 mét trên mực nước biển, có điểm thấp nhất là 161 mét và điểm cao nhất là 167 mét. Xã có diện tích 7,55 km², dân số vào thời điểm 2004 là 839 người; mật độ dân số là 109 người/km².

## Thông tin nhân khẩu
| 1962 | 1968 | 1975 | 1982 | 1990 | 1999 |
| ---- | ---- | ---- | ---- | ---- | ---- |
| 459  | 505  | 650  | 691  | 735  | 823  |